# لغة إسكتلندية وسطى
اللغة الإسكتلندية الوسطى كانت لغة أنجلية للسهول الإسكتلندية في فترة ما بين 1450 و1700. بنهاية القرن الخامس عشر، نطقيات اللغة و‌قواعدها الكتابية و‌تصريفها و‌نحوها و‌مفرداتها تباعدت بشكل ملحوظة من الإسكتلندية المبكرة والتي يصعب تمييزها من الإنجليزية الوسطى النورثمبرية. وبالتالي فإن الإملاء الخاص بالإسكتلندية الوسطى قد اختلف عن قواعد اللغة المستجدة آنذاك الإنجليزية الحديثة المبكرة. الإسكتلندية الوسطى كانت موحدة إلى حد ما خلال العديد من النصوص، مع بعض التنوع بسبب استخدام أشكال من اللغات الرومنسية في الترجمة من الفرنسية أو اللاتينية، وتغير العبارات والقواعد بتنقيح النصوص الجنوبية المتأثرة بالأشكال الجنوبية، والفهم الخاطئ والأخطاء التي ارتكبتها الطابعة الأجنبية.

### استشهادات
1. ↑  "معلومات عن لغة إسكتلندية وسطى على موقع multitree.org". multitree.org. مؤرشف من الأصل في 2021-03-25.

### عامة
- "A History of Scots to 1700". A Dictionary of Older Scots (بالإنجليزية). دار نشر جامعة أكسفورد. Vol. 12. 2002. ISBN:978-0198605409.
- إيه جي آيتكن (1977). "How to Pronounce Older Scots". Bards and Makars (بالإنجليزية). غلاسكو: دار نشر جامعة غلاسكو. ISBN:978-0852611326.
- جونز سي (1997). The Edinburgh History of the Scots Language (بالإنجليزية). إدنبرة: دار نشر جامعة إدنبرة. ISBN:978-0748607549. Archived from the original on 2022-06-29.